# Guillermo Coria
Guillermo Sebastián Coria, född 13 januari 1982 i Rufino i Argentina, är en före detta argentinsk högerhänt professionell tennisspelare.

## Tenniskarriären
Guillermo Coria blev professionell spelare på ATP-touren 2000. Han har till och med säsongen 2007 vunnit 9 singeltitlar, alla utom en på grus, men ingen i dubbel. Som bäst rankades han i singel som nummer 3 (maj 2004). Han har spelat in $5 837 646 i prispengar.
Coria vann sin första ATP-titel 2001 (Vina del Mar) genom finalseger över Gastón Gaudio (4-6, 6-2, 7-5). Samma säsong testade Coria positivt för dopingmedlet nandrolon och blev avstängd 7 månader. 
Han återkom och presterade en mycket framgångsrik spelsäsong 2003, han vann då fem singeltitlar och finalbesegrade spelare som Tommy Robredo (Stuttgart), David Ferrer (Sopot) och Nicolás Massú (Kitzbühel). Han vann också finalen i Basel på matta samma säsong, den gången dock på walk over över David Nalbandian. Coria klättrade snabbt i rankinglistan och nådde sin hittills främsta placering, nummer 3, i maj 2004 efter att på våren dessförinnan ha vunnit ytterligare två ATP-titlar och därvid finalbesegrat Carlos Moyá (Buenos Aires, 6-4, 6-1) och Rainer Schüttler (Monte Carlo, 6-2, 6-1, 6-3). I maj 2004 nådde han också finalen i Franska öppna, som han dock förlorade mot Gastón Gaudio. Sin sista titel vann han i juli 2005 i Umag, genom finalseger över Carlos Moyà (6-2, 4-6, 6-2). 
Säsongerna 2006 och 2007 uteblev framgångarna för Guillermo Coria. Han förlorade en rad turneringar redan i första omgången. Dessutom var han skadedrabbad och rasade i rankingen. Efter att ha gjort ett speluppehåll under största delen av 2007 beroende på en skulderskada och först halkat utanför topp 100-listan, var han i slutet av året inte längre upptagen på rankinglistan. Han planerade att göra come-back 2008. 
Coria deltog i det argentinska Davis Cup-laget 2004-05. Han har spelat 8 matcher och vunnit 5 av dem.

## Spelaren och personen
Guillermo Coria började spela tennis redan som småbarn under ledning av sin far, som också är tennistränare. Namnet Guillermo fick han efter argentinaren och förre storspelaren Guillermo Vilas. Bland förebilder som tennisspelare har han Andre Agassi och Marcelo Rios. Coria föredrar spel på grusunderlag även om han är skicklig också på andra underlag. 
Säsongen 1999 vann Guillermo Coria juniorsingeltiteln i Franska öppna genom finalseger över David Nalbandian. Tillsammans vann dessa två spelare senare juniortiteln i dubbel i Wimbledonmästerskapen. 
Coria gifte sig 2003 med Carla. 

## Grand Slamfinaler, singel (1)

### Finalförluster (1)
| År   | Mästerskap    | Finalmotståndare | Setsiffror              |
| 2004 | Franska öppna | Gastón Gaudio    | 6-0, 6-3, 4-6, 1-6, 6-8 |

## ATP-titlar
- Singel
  - 2001 - Viña del Mar
  - 2003 - Hamburg, Stuttgart, Kitzbühel, Sopot, Basel
  - 2004 - Buenos Aires, Monte Carlo
  - 2005 - Umag